# The Librarians: The Next Chapter
The Librarians: The Next Chapter es una serie de televisión de aventuras y fantasía estadounidense que es una serie derivada directa de la serie de películas Librarian, compartiendo continuidad con las películas y con la serie de televisión The Librarians. La serie está protagonizada por Callum McGowan, Jessica Green, Olivia Morris, Bluey Robinson y Caroline Loncq.
The Librarians: The Next Chapter se estrenó a través de TNT el 25 de mayo de 2025. La serie ha sido renovada para una segunda temporada.

## Reparto

### Principales
- Callum McGowan como Vikram Chamberlain
- Jessica Green como Charlie Cornwall
- Olivia Morris como Lysa Pascal
- Bluey Robinson como Connor Green
- Caroline Loncq como Elaine Astalot

### Invitado
- Christian Kane como Jacob Stone [1]

## Producción

### Desarrollo
En mayo de 2023, se anunció que The CW estaba preparando una serie derivada de The Librarians. En agosto de 2024, se anunció que la serie había sido adquirida por TNT con un pedido de dos temporadas, la primera de las cuales constará de doce episodios. Dean Devlin será el showrunner de la serie y será productor ejecutivo junto a Marc Roskin, Rachel Olschan-Wilson y Noah Wyle.

### Selección del reparto
En febrero de 2024, se anunció que Jessica Green se había unido al reparto de The Librarians: The Next Chapter. En marzo, se anunció que Christian Kane repetiría el papel de Jacob Stone, y que Callum McGowan, Olivia Morris, Bluey Robinson y Caroline Loncq también se habían unido al reparto de la serie.

### Rodaje
En mayo de 2025, comenzó a filmarse la segunda temporada de The Librarians: The Next Chapter.

## Episodios
| N.º | Título                         | Dirigido por         | Escrito por                   | Fecha de emisión original | Audiencia (millones) |
| --- | ------------------------------ | -------------------- | ----------------------------- | ------------------------- | -------------------- |
| 1   | «And the Deadly Drekavac»      | Dean Devlin          | Dean Devlin y John Rogers     | 25 de mayo de 2025        | 0.809                |
| 2   | «And the Dance of Doom!»       | Sandra Mitrović      | Kate Rorick                   | 26 de mayo de 2025        | —                    |
| 3   | «And the Ghost Train»          | Milan Todorović      | Tom MacRae                    | 2 de junio de 2025        | 0.319                |
| 4   | «And the Thief of Love»        | Nemanja Ćipranić     | Gary Rosen                    | 9 de junio de 2025        | —                    |
| 5   | «And the Memory Cristal»       | Milan Konjević       | Rebecca Rosenberg             | 16 de junio de 2025       | —                    |
| 6   | «And the House of Cards»       | Orsi Nagypál         | Sean Persaud y Sinead Persaud | 23 de junio de 2025       | 0.340                |
| 7   | «And the Con-Con»              | Sandra Mitrović      | Tom MacRae                    | 30 de junio de 2025       | 0.352                |
| 8   | «And the Hangover from Hell»   | Hannah Espia-Farbová | Rebecca Rosenberg             | 7 de julio de 2025        | 0.381                |
| 9   | «And the Feast of the Vampire» | Milan Todorović      | Kate Rorick                   | 14 de julio de 2025       | 0.344                |
| 10  | «And Going Medieval»           | Suri Krishnamma      | Dean Devlin y Gary Rosen      | 21 de julio de 2025       | 0.334                |
| 11  | «And the Graffiti of the Gods» | Milena Grujić        | Tom MacRae                    | 28 de julio de 2025       | 0.316                |
| 12  | «And the Sword of Mars»        | Marc Roskin          | Dean Devlin y Gary Rosen      | 4 de agosto de 2025       | 0.373                |

## Emisión
The Librarians: The Next Chapter se estrenó el 25 de mayo de 2025. La serie originalmente estaba programada para estrenarse en The CW en octubre de 2024, antes de ser retirada de la programación.